# Вишенки (Рузский городской округ)
Вишенки — деревня в Рузском районе Московской области, входящая в сельское поселение Колюбакинское. До 2006 года Вишенки входили в состав Барынинского сельского округа.
Население — 15 чел. (2010).
Деревня расположена в северо-восточной части района, примерно в 9 километрах на северо-восток от Рузы, на восточном берегу Озернинского водохранилища, высота центра над уровнем моря 216 м. Ближайшие населённые пункты — Барынино в 2 км на северо-восток, Корчманово в 1 км на юго-восток и Нововолково — в 1,5 км на запад, на другом берегу водохранилища.

## Население
| 2002 | 2006 | 2010 |
| ---- | ---- | ---- |
| 12   | ↗19  | ↘15  |